# Daniel Herrera Rubio
Héctor Daniel Herrera Rubio (nacido el 24 de marzo de 1982) es un futbolista mexicano que juega de defensa.

## Trayectoria
Volante surgido de las fuerzas básicas del Atlas de Guadalajara que recibe la oportunidad de llegar al primer equipo del Atlas en el Clausura 2004, jugando en el torneo Interliga y posteriormente haciendo su debut en la Primera División bajo el mando de Sergio Bueno.

### Clubes
| Club                 | País                | Año         | Partidos | Goles | Media |
| -------------------- | ------------------- | ----------- | -------- | ----- | ----- |
| Atlético Cihuatlán   | México              | 2003        | 2        | 0     | 0     |
| Atlas de Guadalajara | México              | 2003 - 2006 | 12       | 0     | 0     |
| Académicos de Tonalá | México              | 2006        | 6        | 1     | 0.17  |
| Leones Negros U de G | México              | 2009 - 2010 | 16       | 1     | 0.06  |
| Total en su carrera  | Total en su carrera | 2003 - 2010 | 36       | 2     | 0.06  |

## Estadísticas

### Resumen estadístico
| Competencia                | Partidos | Goles |
| -------------------------- | -------- | ----- |
| Primera División de México | 12       | 0     |
| Liga de Ascenso de México  | 24       | 2     |
| Total                      | 36       | 2     |